# Joe Roebuck
Pour les articles homonymes, voir Roebuck.
Joe Roebuck, né le 5 juin 1985 à Rotherham, est un nageur britannique, spécialiste du papillon et de quatre nages. 

## Carrière
En 2010, il est médaillé de bronze sur le 200 m quatre nages aux Championnats d'Europe de Budapest puis est double médaillé d'argent aux Jeux du Commonwealth sur les 200 m et 400 m quatre nages. En 2012, il est sélectionné dans trois épreuves pour les Jeux olympiques de Londres, obtenant son meilleur résultat sur le 200 m quatre nages avec une onzième place en demi-finales.

## Palmarès

### Championnats d'Europe

#### En grand bassin
- Médaillé de bronze du 200 m quatre nages à Budapest en 2010

#### En petit bassin
- Médaillé de bronze du 200 m papillon à Szczecin en 2011

### Jeux du Commonwealth
- Médaillé d'argent du 200 m quatre nages à Delhi en 2010
- Médaillé d'argent du 400 m quatre nages à Delhi en 2010